# Kalanchoe aubrevillei
Kalanchoe aubrevillei är en fetbladsväxtart som beskrevs av R.-hamet och Georg Cufodontis. Kalanchoe aubrevillei ingår i släktet Kalanchoe och familjen fetbladsväxter. Inga underarter finns listade i Catalogue of Life.